# 田町 (東京都港区)

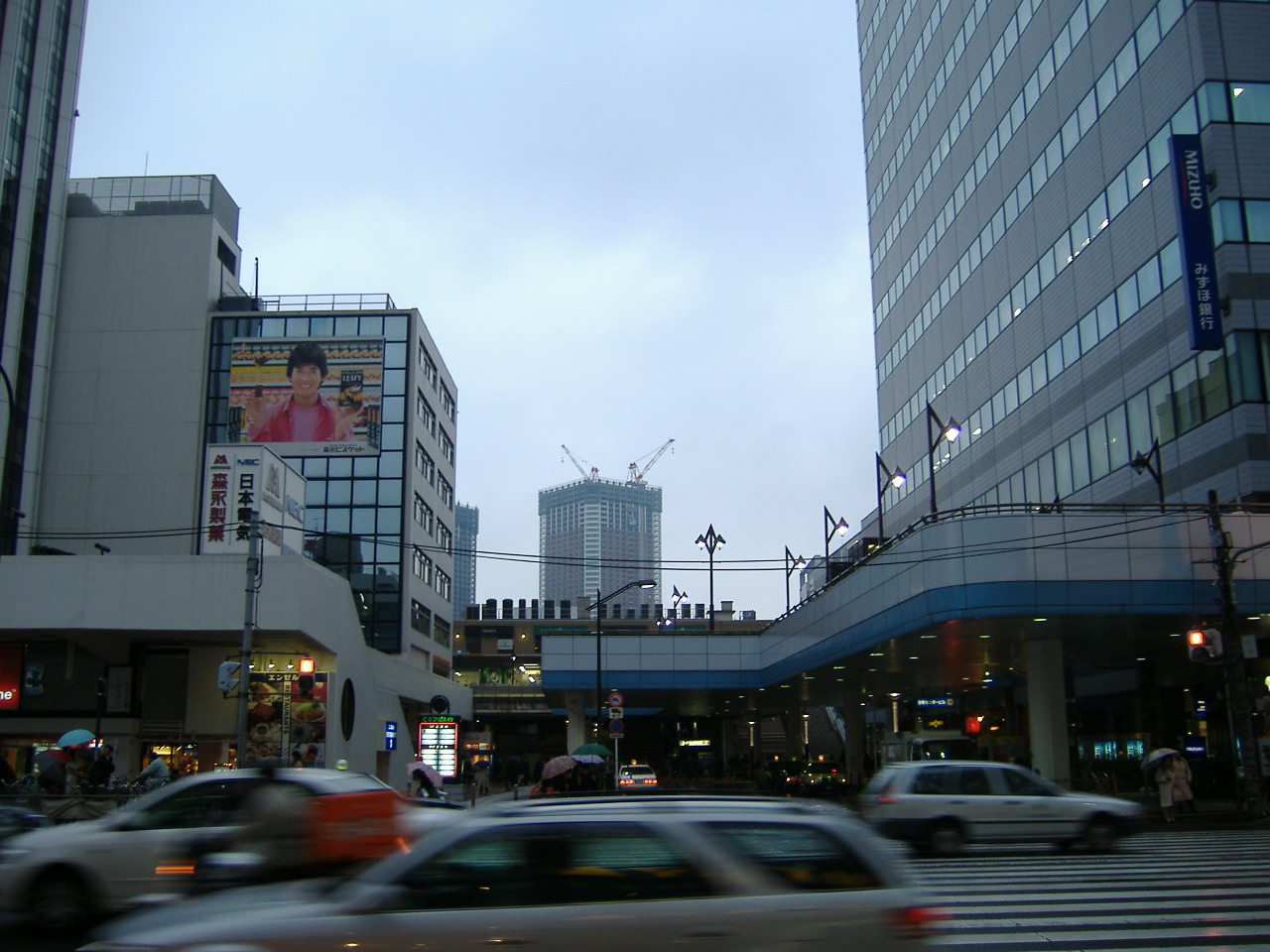
田町駅

田町（たまち）は、東京都港区の廃止された町名である。1947年以降は芝を冠称し、1-9丁目が存在していた。今は田町駅周辺地域の通称名として通じている。

## 地理
田町は東京都港区の廃止された町名であり、現在の芝5丁目、三田3丁目、芝浦3・4丁目にあたる。

## 歴史

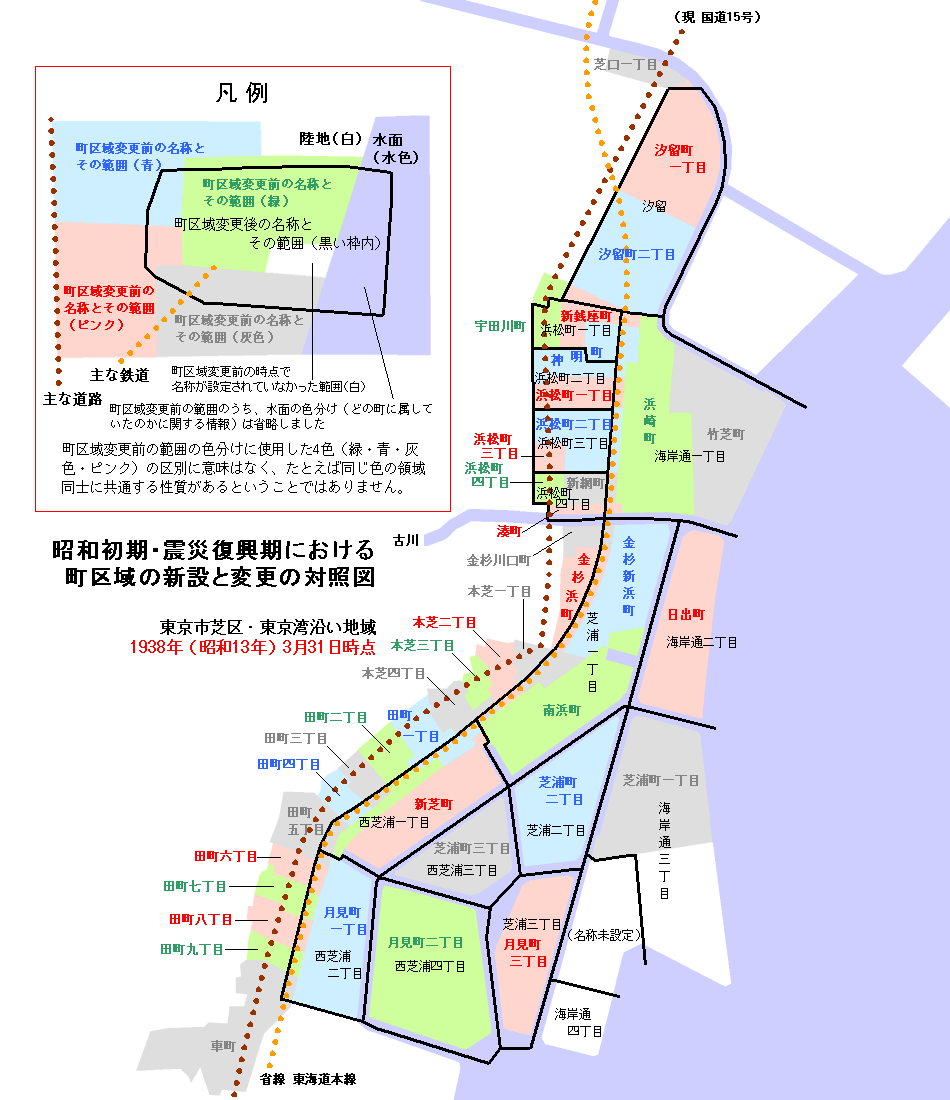
1938年の町域図。西南・東海道沿いの細長い町域が田町。

元は荏原郡上高輪村のうちであり、東海道沿いの細長い町が形成され、（寛文2年）、町奉行支配となった。江戸時代には旗本屋敷として整備された。薩摩藩下屋敷をはじめとする複数の藩の町並抱屋敷があることでも知られている。1936年（昭和11年）、一部が西芝浦1-4丁目となる（現在の芝浦3・4丁目の一部）。1964年（昭和39年）には一部が現行の芝5丁目、1967年（昭和42年）残部が三田3丁目となり、町名としての田町は廃止された。

### 地名の由来
田畑の地に起立した町であったことからこの地名が付けられた。

## 施設

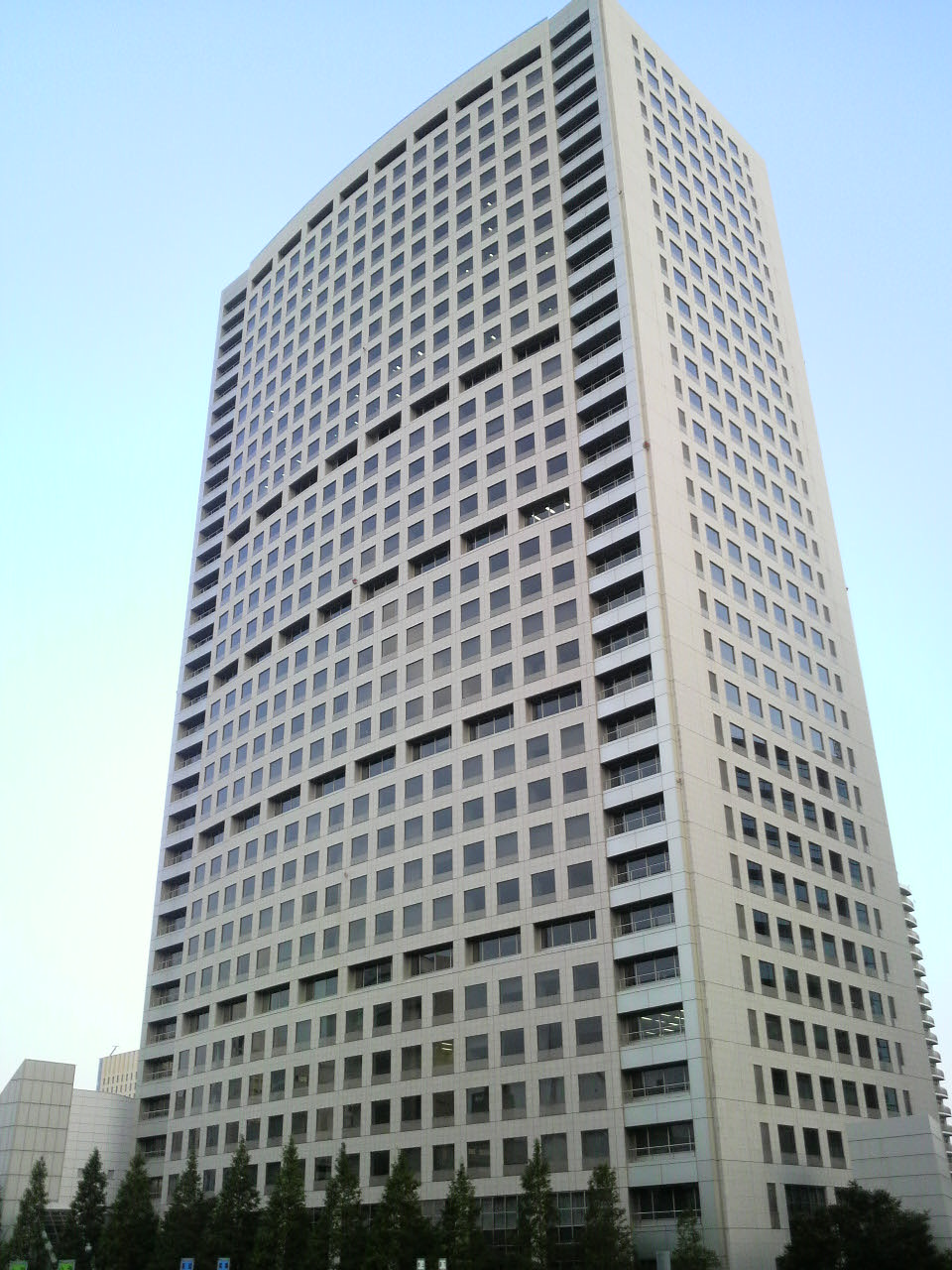
グランパークタワー

- 芝税務署
- 港区立三田図書館
- 日本電気本社（NECスーパータワー）
- バンダイナムコホールディングス本社
- 三菱自動車工業本社
- グランパークタワー
- トヨタモビリティ東京本社
- みなとパーク芝浦
- 愛育病院

## 交通
JR山手線、京浜東北線の「田町駅」と地下鉄三田線、浅草線の「三田駅」があるほか、都営バスや港区コミュニティバス「ちぃばす」のバス停が存在する。